# Kazuma Yamaguchi
Kazuma Yamaguchi (山口一真?, Yamaguchi Kazuma; Tokyo, 17 gennaio 1996) è un calciatore giapponese, attaccante del Matsumoto Yamaga.

## Palmarès

### Club

#### Competizioni internazionali
- AFC Champions League: 1

Kashima Antlers: 2018